# Asterina
Genre
Asterina est un genre d'étoiles de mer de la famille des Asterinidae.

## Description et caractéristiques
Ce sont de petites étoiles aplaties et pentagonales, généralement pourvues de 5 bras courts et triangulaires, avec une face actinale (inférieure) plate. Les espèces de ce genre sont extrêmement similaires, et se distinguent essentiellement par leur répartition, et secondairement par la taille et la forme, même si ces critères sont d'une fiabilité limitée étant donné leur variabilité ; d'autres critères sont utilisés en laboratoire, notamment la nature et la disposition des plaques squelettiques.
Plusieurs de ces espèces sont hermaphrodites successives, et toutes semblent avoir des œufs benthiques : les juvéniles en sortent déjà formés, sans passer par un stade planctonique.
Cette espèce est le genre-type de la famille des Asterinidae : ainsi la plupart des autres espèces de cette famille ont historiquement fait partie du genre Asterina avant d'être déplacées dans les genres créés par la suite, et ce genre est aujourd'hui essentiellement restreint à des espèces atlantiques et tempérées.

## Liste des espèces
| Selon World Register of Marine Species (3 septembre 2017) : - Asterina fimbriata Perrier, 1875 -- Patagonie - Asterina gibbosa (Pennant, 1777) -- Europe - Asterina gracilispina H.L. Clark, 1923 -- Afrique du Sud - Asterina hoensonae O'Loughlin, 2009 -- Afrique du Sud - Asterina krausii Gray, 1840 - Asterina lorioli Koehler, 1910 -- Région indienne - Asterina martinbarriosi Lopez-Marquez et al. 2018 -- Canaries - Asterina pancerii (Gasco, 1876) -- Méditerranée - Asterina phylactica Emson & Crump, 1979 Europe - Asterina pusilla Perrier, 1875 -- Pacifique sud-est - Asterina pygmaea Verrill, 1878 -- Côte est américaine - Asterina squamata Perrier, 1875 - Asterina stellaris Perrier, 1875 -- Atlantique ouest - Asterina stellifera (Möbius, 1859) -- Atlantique sud - Asterina vicentae Lopez-Marquez et al. 2018 -- Espagne - Asterina trochiscus (Retzius, 1805) (nomen dubium) - Asterina alutaceus Philippi in Quijada, 1911 (nomen nudum) - Asterina laevigatus Philippi in Quijada, 1911 (nomen nudum) - Asterina laeviusculus Philippi in Quijada, 1911 (nomen nudum) | Selon ITIS (31 juil. 2010) : - Asterina folium (Lutken, 1859) - Asterina gibbosa - Asterina hartmeyeri Doderlein, 1910 - Asterina miniata (Brandt, 1835) - Asterina phylactica Emson et Crump, 1979 |

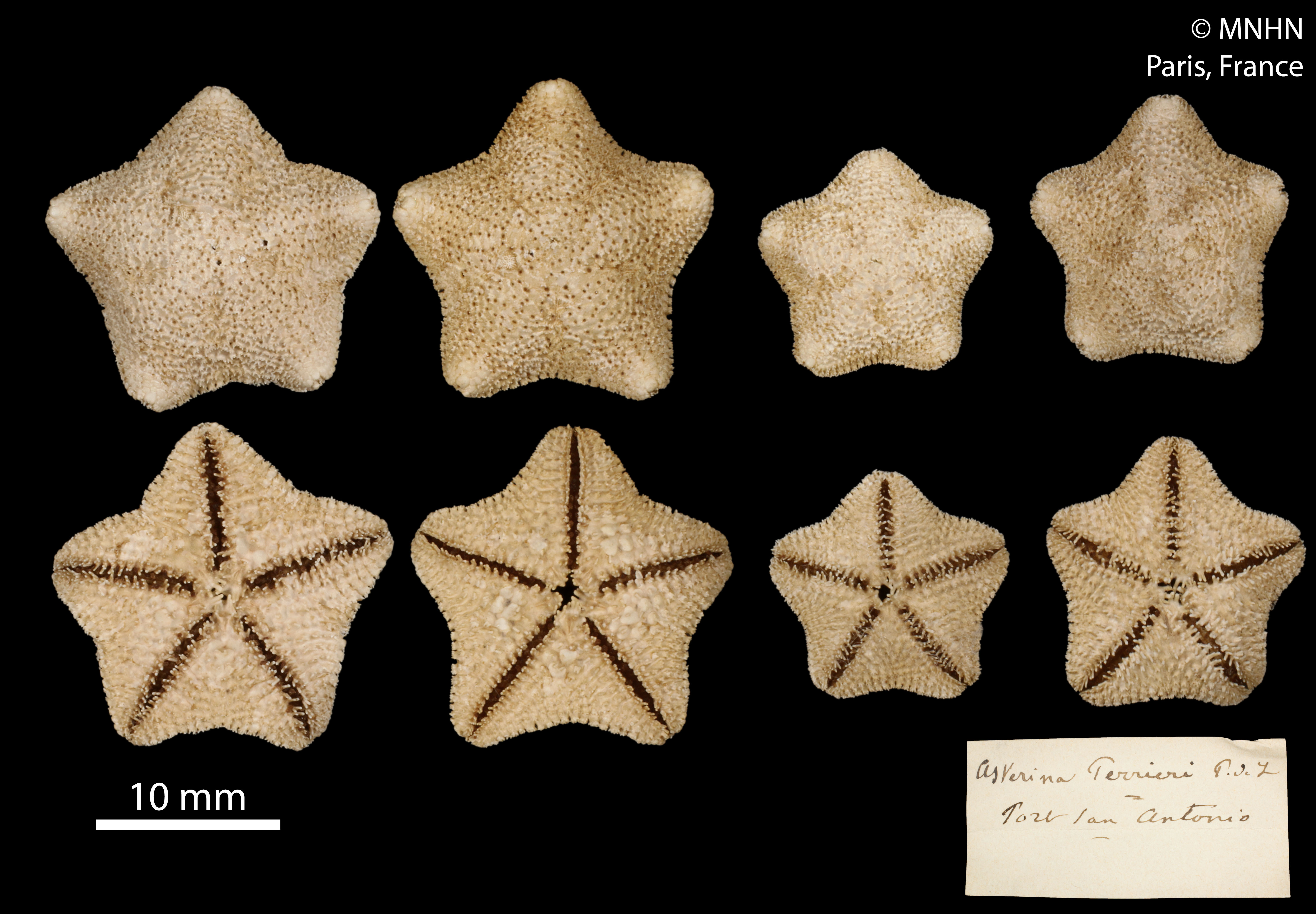
Asterina fimbriata séchée (MNHN)
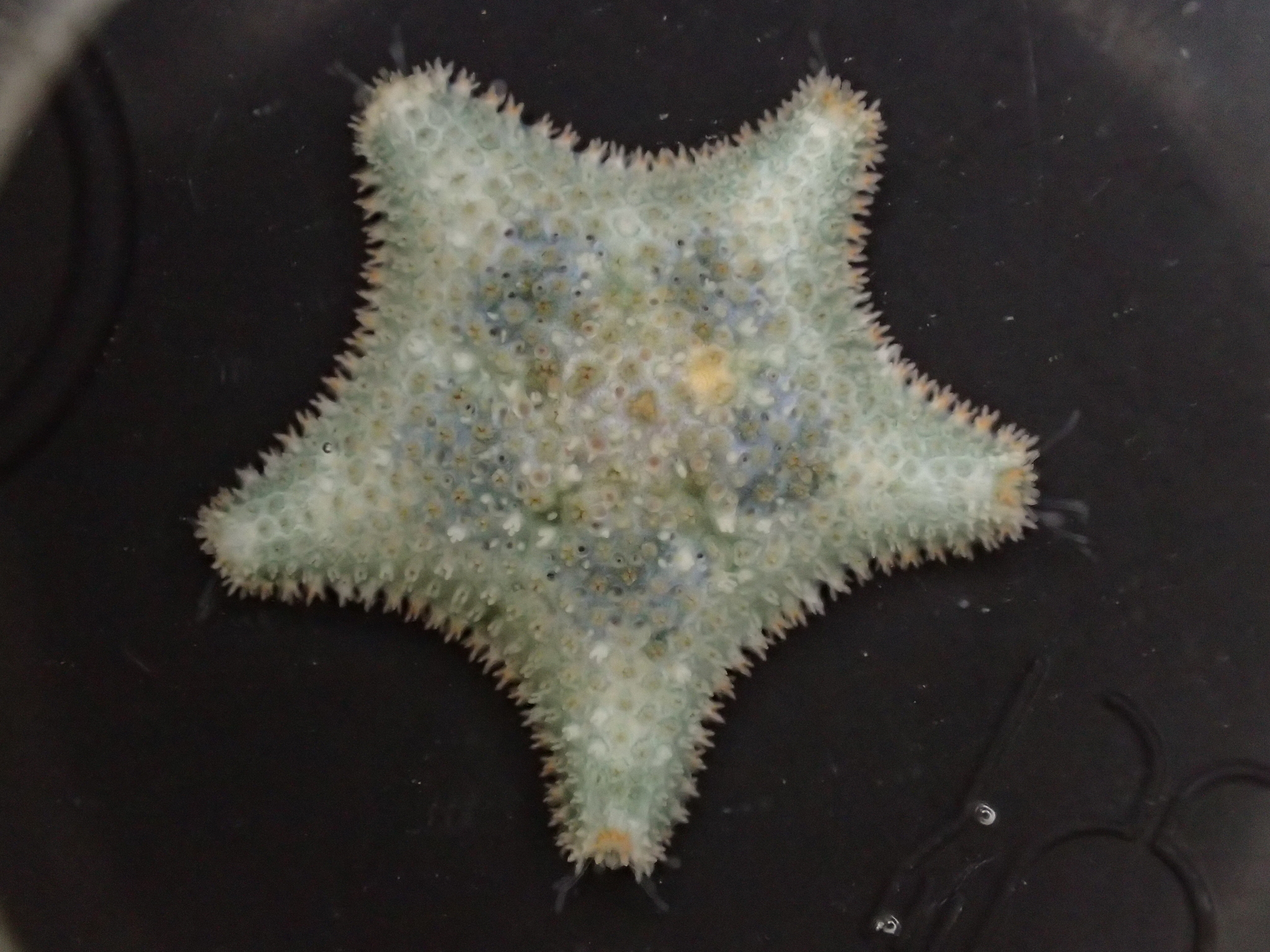
Asterina gibbosa
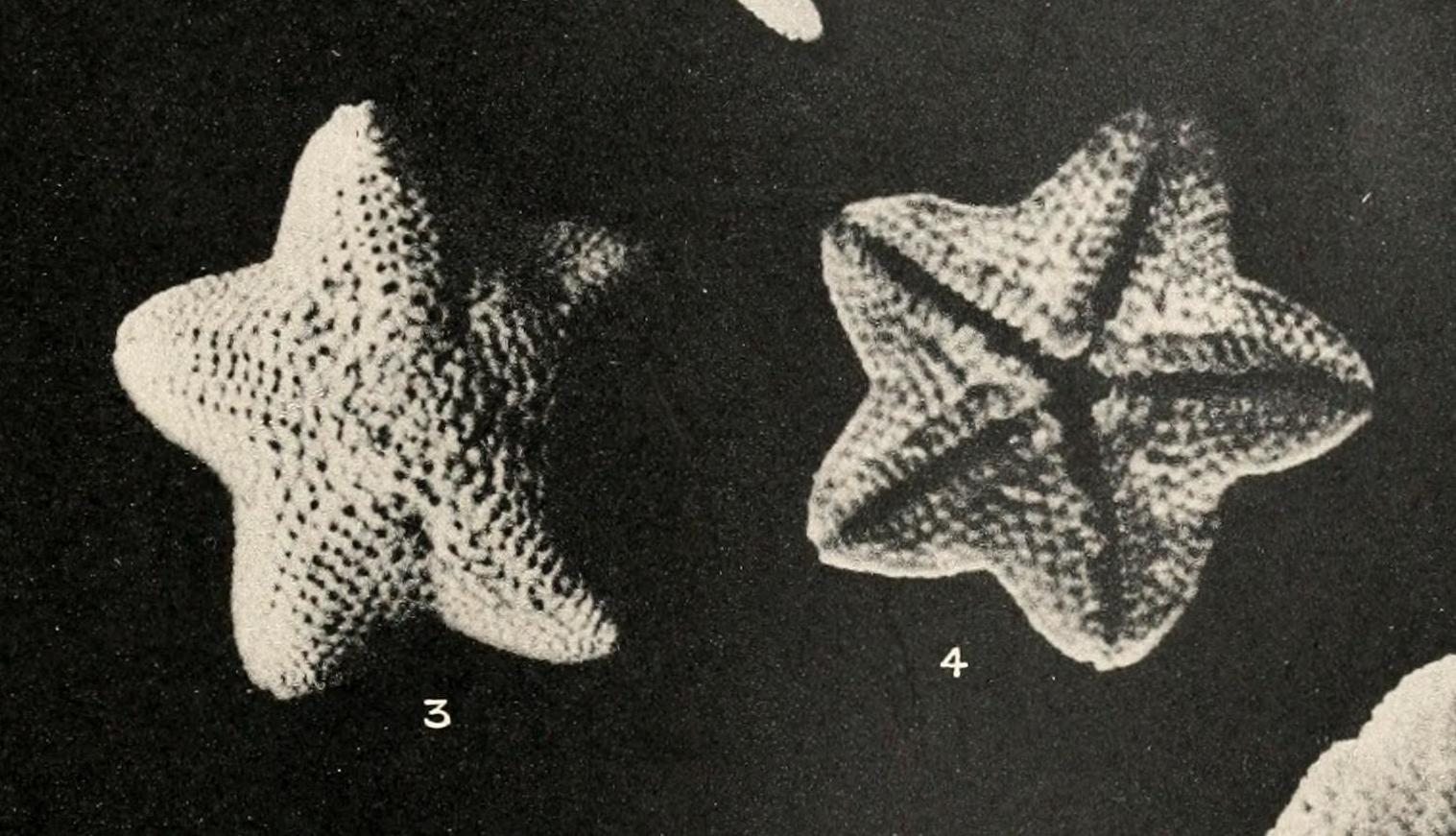
Asterina gracilispina
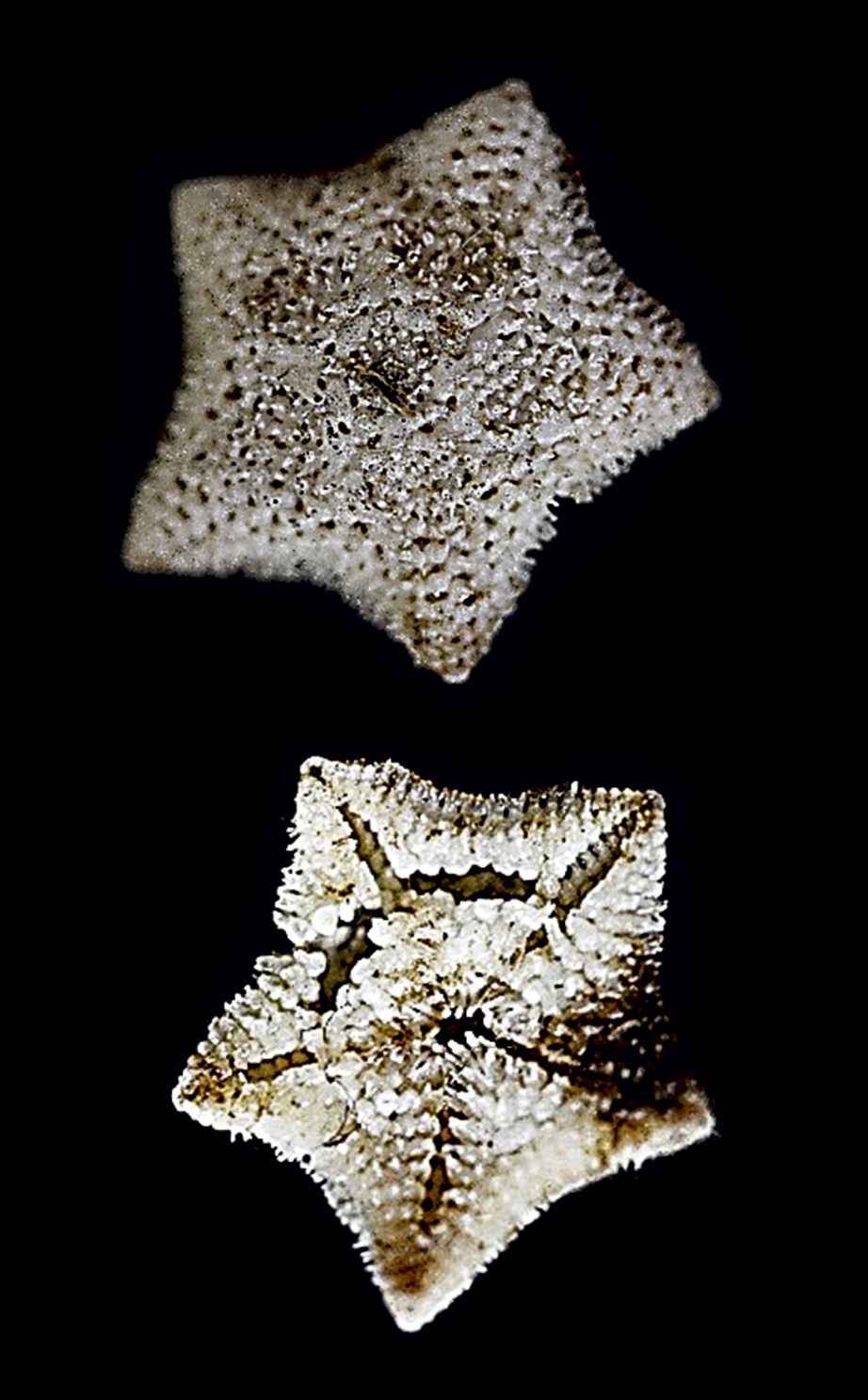
Asterina pancerii
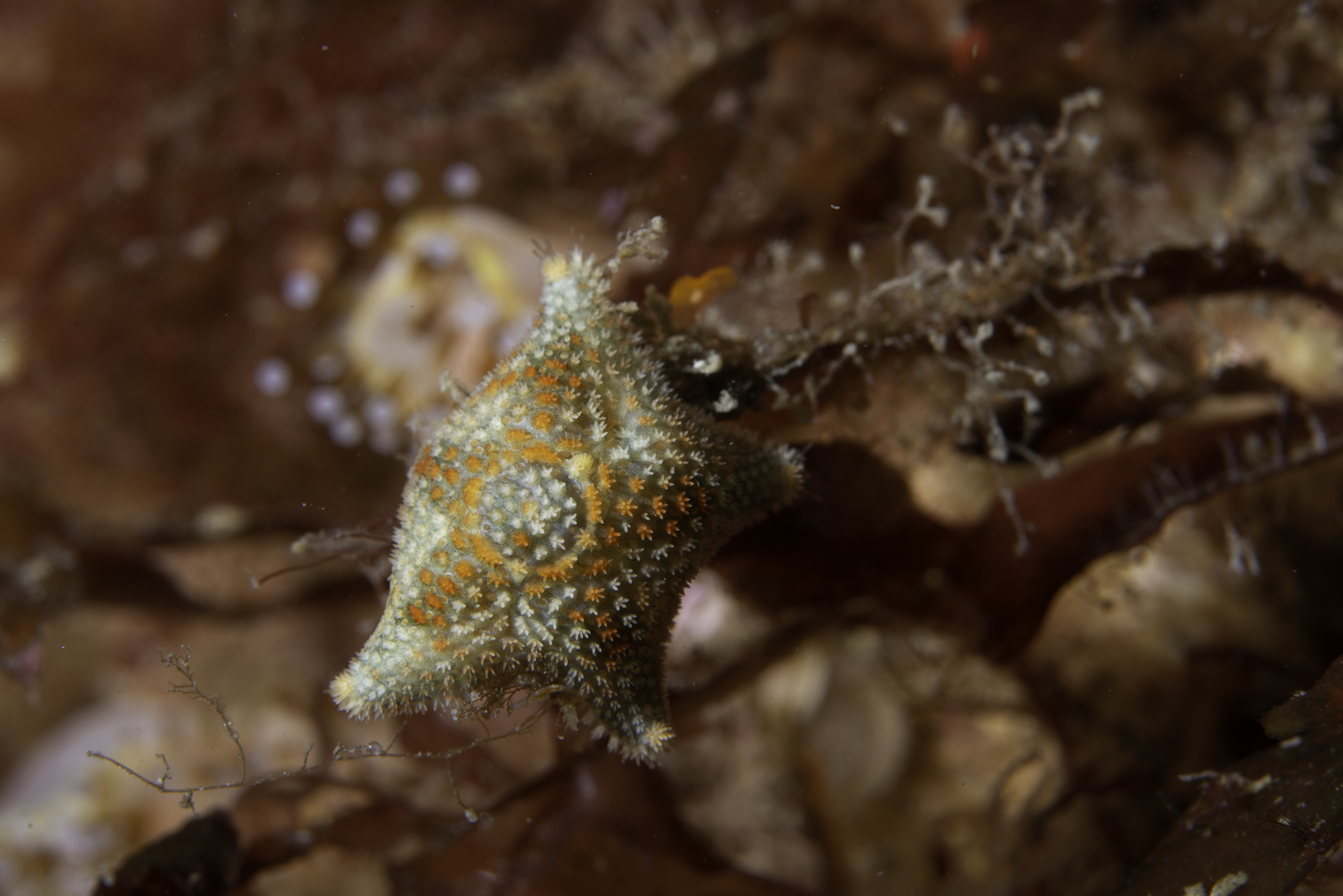
Asterina phylactica
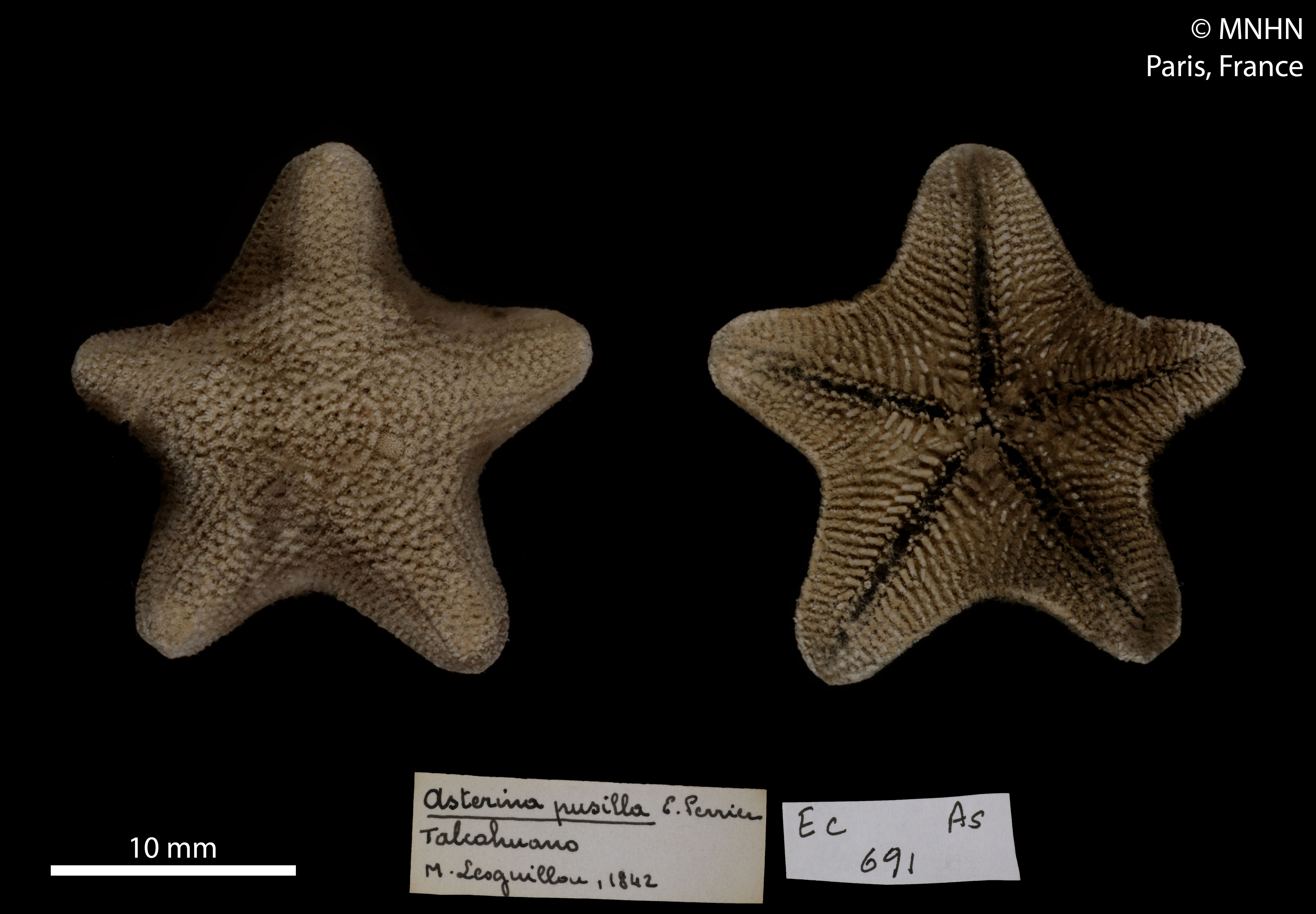
Asterina pusilla (MNHN)
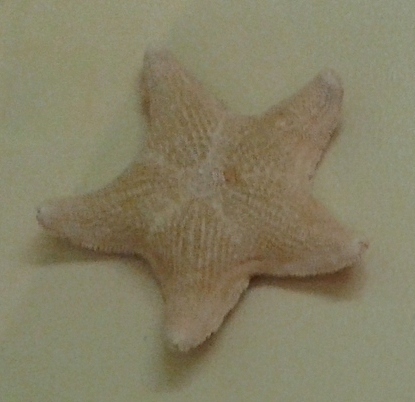
Asterina stellifera

## Référence taxonomique
- (en) WoRMS : Asterina Nardo, 1834 (+ liste espèces)
- (fr + en) ITIS : Asterina Nardo, 1843
- (en) Animal Diversity Web : Asterina
- (en) Catalogue of Life : Asterina (consulté le 7 avril 2023)